# Professor Layton und die Maske der Wunder
Professor Layton und die Maske der Wunder (jap. レイトン教授と奇跡の仮面, Reiton-kyōju to Kiseki no Kamen) ist ein erstmals 2011 in Japan und im Oktober 2012 auch in Europa erschienenes Rätselspiel für den Nintendo 3DS. Es ist der fünfte Teil der Professor-Layton-Serie.

## Handlung
Die Handlung schließt nach den Abenteuern in Misthallery an. Etwa ein Jahr nachdem Professor Layton und Luke von dort zurückkehren, werden diese schon von Angela Ledore, eine alte Freundin Professor Laytons, in die Wüstenstadt Monte d’Or gerufen. Inmitten der Karnevalsparade der Stadt kommt es zur schrecklichen Tragödie: Einige Zuschauer sind zu Stein verwandelt worden! Bevor Layton herausfinden kann, wer hinter alldem steckt, erscheint eine geheimnisvolle Gestalt, der sogenannte Maskierte Gentleman, vor ihnen. Jetzt liegt es wie immer am Professor und seinen treuen Begleitern, die Wahrheit über den Maskierten Gentleman herauszufinden.

## Rätsel
Wie auch schon in den letzten Professor-Layton-Abenteuern, liegt der Hauptaugenmerk des Spiels im Lösen von Rätseln. Insgesamt enthält das Spiel einschließlich Bonusrätsel 150 Rätsel. Dazu kommen 365 optionale „Rätsel des Tages“, die man im Internet herunterladen kann.

## Synchronisation
| Rolle                    | Deutscher Synchronsprecher |
| ------------------------ | -------------------------- |
| Hershel Layton           | Mario Hassert              |
| Luke Triton              | Sophia Längert             |
| Emmy Altava              | Anja Welzel                |
| Maskierter Gentleman     | Ilja Köster                |
| Randall Ascot            | Ilja Köster                |
| Angela Ledore            | Elke Appelt                |
| Henry Ledore             | René Dawn-Claude           |
| Alphonse Dalston         | Bernd Vollbrecht           |
| Hauptkommissar Sheffield | Bernd Vollbrecht           |
| Kommissar Bloom          | Benjamin Stöwe             |
| Inspektor Grosky         | Klaus Lochthove            |
| Raymond                  | Klaus Lochthove            |
| Jean Descole             | Viktor Pavel               |
| Leon Bronev              | Matthias Scherwenikas      |

## Wertungen
- Videogameszone.de 88/100[1]
- 4Players 84/100[2]